# Рябушинский, Владимир Павлович
Влади́мир Па́влович Рябуши́нский (29 июня [11 июля] 1873, Москва — 7 октября 1955, Париж) — русский предприниматель, банкир, брат П. П. Рябушинского, представитель династии купцов-старообрядцев Рябушинских.

## Биография
Третий по старшинству из восьми сыновей П. М. Рябушинского. Окончил Практическую академию коммерческих наук (1891 — с золотой медалью и занесением фамилии на мраморную доску) и Гейдельбергский университет.
В 1887 году братья Рябушинские основали «Товарищество мануфактур П. М. Рябушинского с сыновьями», в 1902 — Банкирский дом братьев Рябушинских, преобразованный в 1912 году в Московский банк (Биржевая площадь, 2; архитектор Ф. О. Шехтель, 1904).
В 1905 году участвовали в создании Союза 17 октября, в 1906 году — Партии мирного обновления, в 1912 году — Прогрессивной партии, издавали газету «Утро России». В 1916 году начали строительство автомобильного завода АМО.
В телефонном справочнике 1908 года указан адрес проживания Владимира Павловича Рябушинского: «Садовая-Кудринская, 140, кв. 6».
В 1913 и 1917 годах избирался гласным Московской городской думы.
Добровольцем ушёл на фронт Первой мировой войны, организовал подвижный автоотряд, был тяжело ранен, награждён Георгиевским крестом 4-й степени.
В 1917 году поддержал выступление генерала Л. Г. Корнилова. В годы Гражданской войны находился во Франции и в России; был одним из организаторов Белого движения[где?], в ноябре 1918 года участвовал в совещании в Яссах, созванном русскими деятелями для встречи с дипломатами Антанты с целью организации борьбы против большевиков; в 1920 году в Крыму состоял экспертом экономического совещания при генерале П. Н. Врангеле.
В марте 1920 года его жена, Вера Андреевна (1886—1943, Париж), вместе с сыном была эвакуирована на остров Лемнос, где 9 апреля их сын Владимир умер. После смерти сына 7 мая 1920 года она выехала в Константинополь к мужу, который эмигрировал туда в начале апреля 1920 года. Затем они находились в эмиграции во Франции.
В Париже в 1927 году В. П. Рябушинский основал и возглавил Общество «Икона», почётным председателем которого был в 1951—1955 годах. Рябушинский — автор ряда работ, посвящённых иконописи и традициям русского купечества, которые примечательны тем, что отражают эпоху в целом, конкретизируют принципы хозяйствования купцов и промышленников-староверов.
Скончался 7 октября 1955 года. Похоронен на кладбище Сент-Женевьев-де-Буа.

## Имения
- Никольское-Прозоровское